# Cascades Davies Creek
Les cascades Davies Creek són unes cascades situades al rierol Davies, a la regió de Far North de Queensland (Austràlia).

## Localització i característiques
Les cascades es troben dins del Parc nacional Davies Creek, al sud-oest de Cairns. L'aigua cau 100 metres en dues cascades d'una amplada estimada de 6 metres. La més alta es calcula que descendeix 75-76 metres des de l'altiplà Atherton cap a la part inferior de la vall.